# Noordelijke zeebeer
De noordelijke zeebeer (Callorhinus ursinus) is een in de Beringzee levende oorrob. De wetenschappelijke naam van de soort werd in 1758 als Phoca ursina gepubliceerd door Carl Linnaeus. Net als de zuidelijke zeebeer heeft de noordelijke zeebeer een wollige vacht maar deze twee soorten zijn niet nauw aan elkaar verwant.

## Kenmerken
Tussen mannetjes en vrouwtjes bestaat een groot verschil in afmetingen, gewicht en kleur. De koeien (vrouwtjes) zijn lichtbruin gekleurd, bereiken een afmeting van ongeveer 140 centimeter en een gewicht van 50 kilogram. De stieren (mannetjes) zijn zwart tot roodbruin, meer dan twee meter lang en rond 200 kilogram zwaar.

## Verspreiding
De dieren komen voor in het noorden van de Grote Oceaan, grofweg ten noorden van de lijn die loopt van de zuidpunt van Japan tot de zuidpunt van Neder-Californië. In de zomer verzamelen ze zich op een reeks eilanden waar ze broedkolonies vormen om zich voort te planten. De grootste kolonie is op de Pribilofeilanden, in de Beringzee. Een andere grote kolonie is die op de Kommandeureilanden. Daarnaast zijn er kleinere kolonies op Tjoeleni in de Zee van Ochotsk, op de middelste Koerilen en op San Miguel Island dat tot de Californische Channel Islands behoort.
Buiten de voortplantingstijd verplaatsen zeeberen zich verder zuidwaarts.

## Levenswijze
Noordelijke zeeberen zoeken voornamelijk 's nachts naar voedsel. Hiertoe duiken ze regelmatig tot een diepte van 70 meter en soms zelfs tot 200 meter. Ze zoeken naar vis en inktvis waarbij kleine schoolvissen het hoofdvoedsel vormen.
In de voortplantingstijd, die op de meeste plaatsen begin juni begint, zoeken de stieren als eerste de kolonieplaatsen op. Ze proberen zich zo vroeg mogelijk van een stuk strand te verzekeren. Als het drukker wordt leidt dit tot heftige gevechten tussen rivaliserende stieren. Jongere en zwakkere stieren worden verdreven naar minder attractieve plaatsen aan de rand van de kolonie of verder landinwaarts. De sterkste bezetten de beste plaatsen in het midden van de groeiende kolonie dicht bij de zee.
Ongeveer twee weken na de stieren arriveren ook de koeien. De plaats waar ze aan land gaan bepaalt tot welke harem ze zullen gaan behoren. De stieren hebben hier niet echt veel controle over want ze kunnen het de vrouwtjes niet verhinderen naar een andere plaats te gaan. Een harem bestaat uit gemiddeld veertig koeien met uitschieters naar honderd.

## Voortplanting
De koeien brengen binnen twee dagen na aankomst een jong ter wereld. Binnen enkele dagen daarna paren ze met de stier in hun harem. De draagtijd bedraagt dus ongeveer een heel jaar, maar in dat jaar staat de groei van de foetus zo'n vier maanden stil.
De jongen zijn bij de geboorte 65 cm lang, hebben een zwarte vacht en kunnen in principe direct zwemmen. Meestal gaan ze gedurende de eerste vier maanden van hun leven nog niet in het water. Ze worden drie tot vier maanden door hun moeder gezoogd. Als een vrouwtje na een voedseltocht terugkeert herkent ze haar jong aan de geur. De stier bemoeit zich niet met de jongen.

## Bescherming
De vacht van de zeebeer gold altijd al als de waardevolste van alle robbensoorten. In de late 18e eeuw werden de grote zeebeerkolonies op de Aleoeten ontdekt. Het was voor de pelsjagers eenvoudig om in de zomer bij de kust aan te leggen en duizenden robben af te slachten. In die tijd leefden er naar schatting vier tot vijf miljoen zeeberen op de Aleoeten en enkele honderdduizenden op de eilanden langs de westkust van Noord-Amerika. Het voortbestaan van de soort was aanvankelijk niet in het geding door vangstbeperkingen opgelegd door de Russische regering en een verbod op het doden van stieren. Toen Alaska in 1869 door de VS werd gekocht vielen deze beperkingen weg. Rond 1900 waren alle kolonies, met uitzondering van die op de Pribilofeilanden, vernietigd en was het aantal dieren teruggelopen naar 150.000.
In 1911 werd door de VS, Rusland, Japan en Canada een 'North Pacific Fur Seal Convention gehouden waarin beperkingen werden vastgelegd. Tot 1917 werd de jacht verboden en voor de tijd daarna werd een quotum van 40.000 dieren vastgesteld. Door deze maatregelen was het aantal dieren in 1940 weer gestegen tot 2,5 miljoen.
Sinds de jaren veertig neemt het aantal dieren weer af, zij het niet zo snel en drastisch als voorheen. Hoewel de geografische verspreiding toeneemt, daalde het aantal dieren op de eilanden in de Beringzee langzaam en was begin 21e eeuw de helft van wat het in de jaren veertig was. Ook een volledig verbod op commerciële vangst, dat in 1983 werd afgekondigd, kon deze trend niet keren.
De vermoedelijke oorzaak hiervoor is de overbevissing van de Beringzee waardoor de zeebeer moeilijker voedsel vindt.